# Armadillidium verhoeffi
Armadillidium verhoeffi là một loài chân đều trong họ Armadillidiidae. Loài này được Rogenhofer miêu tả khoa học năm 1916.